# Lark (Schiff, 1944)
HMS Lark (Kennung: U11) war eine Sloop der britischen Marine, welche zu Ende des Zweiten Weltkrieges zum Einsatz gelangte. Das Schiff, benannt nach der Vogelart der Lerchen (engl. lark), gehörte der modifizierten Black-Swan-Klasse an und war am 27. März 1941 bewilligt worden. Die Lark wurde am 5. Mai 1942 auf der Werft der Scotts Shipbuilding and Engineering Company im schottischen Greenock auf Kiel gelegt und lief am 28. August 1943 vom Stapel. Die Indienstnahme erfolgte am 10. April 1944. Erster Kommandant des Schiffes war Commander Henry Leslie Pryse.

## Technische Aspekte
Die Sloop war maximal 91,36 m lang und 11,45 m breit. Der Tiefgang lag voll ausgerüstet bei 3,70 m. Zwei Admiralty-Kessel vom 3-Trommel-Typ und zwei Parsons-Turbinen, die auf zwei Propeller wirkten, ermöglichtem dem Schiff eine Höchstfahrt von etwa 19,75 kn (bei einer maximalen Antriebsleistung von 4.300 WPS). Entsprechend des Einsatzspektrums dieser Klasse, Geleitzugsicherung mit dem Schwerpunkt auf Flugabwehr- und U-Jagdfähigkeiten, verfügte das Schiff über eine vergleichsweise starke Flugabwehrbewaffnung von sechs 10,2-cm-Geschützen in drei Doppelturmschilden, hinzu kamen noch zehn leichtere 2-cm-Oerlikon-Kanonen in vier Doppel- und zwei Einzellafetten.
Im Gegensatz zu den zuvor gebauten Einheiten der Black-Swan-Klasse waren keine 4-cm-Flak (zumeist eine Vierlings- oder zwei Doppellafetten) eingebaut worden. Stattdessen wurde die Sloop verstärkt mit Waffen zur U-Boot-Bekämpfung ausgerüstet. So kamen neben einem Hedgehogwerfer noch acht weitere Wasserbombenwerfer (sogenannte K-guns) und zwei Abrollgestelle am Heck zum Einbau. Das Schiff verfügte über einen Munitionsvorrat von insgesamt 178 Hedgehog-Wurfkörpern und 110 weiteren Wasserbomben. Zur Suche nach aufgetauchten U-Booten beziehungsweise Überwasserzielen wurde ferner ein Typ-271-Radargerät eingebaut, welches eine Reichweite von bis zu 20 Kilometern besaß. Für die Feuerleitung der schweren 10,2-cm-Flugabwehrgeschütze befand sich ferner ein Typ-285-Radargerät an Bord.

## Einsatzgeschichte
Nach der Indienststellung und dem Abschluss der Probefahrten im Mai 1944 wurde die Lark der 114. Geleitsicherungsgruppe (114th Escort Group) zugeteilt. Mit dieser Gruppe, sie bestand zu diesem Zeitpunkt aus dem Schwesterschiff Crane, dem Geleitzerstörer Blankney und zwei Fregatten, nahm die Lark zwischen Juni und August 1944 an der alliierten Landung in der Normandie teil (siehe hierzu auch Operation Neptune) und sicherte Nachschubkonvois und Truppentransporte zwischen den britischen Absprunghäfen und der französischen Küste, darunter befand sich auch der aus 14 Schiffen bestehende Truppentransport-Konvoi EPT-1.
Im September 1944 wurde die Sloop von der Normandieküste abgezogen und, nach einer Werftüberholung, zur 8. Geleitsicherungsgruppe (8th Escort Group) detachiert, wobei am 16. Oktober 1944 mit Commander Hedworth Lambton auch ein neuer Kommandant an Bord kam. Diese Sicherungsgruppe wurde nachfolgend auf der Nordmeerroute nach der Sowjetunion eingesetzt. Hierbei sicherte die Lark unter anderem die Geleitzüge JW-61 (20. bis 28. Oktober 1944), JW-62  (29. November bis 7. Dezember 1944) und RA-62 (10. bis 19. Dezember 1944). Im Januar 1945 erlitt die Sloop, während der Sicherung des Konvois RA-63, im Nordmeer Sturmschäden und musste nachfolgend Ende Januar 1945 in Greenock einer Werftliegezeit unterzogen werden. Im Februar 1945 wurde die Lark zur Sicherung des Geleitzuges JW-64 sowie des von Murmansk westwärts zurückmarschierenden Konvois RA-64 eingesetzt. Gegen diesen letztgenannten Geleitzug, bestehend aus 33 Frachtschiffen und 20 Sicherungsfahrzeugen, wurden deutscherseits insgesamt zehn U-Boote angesetzt, welche nördlich der Halbinsel Kola operierten. Aus dieser Konstellation entwickelte sich ab dem 17. Februar 1945 eine mehrtägige Geleitzugschlacht.

## Kampf um den Geleitzug RA-64 und schwere Beschädigung derLark
Kurz vor dem Auslaufen des RA-64 aus Murmansk, wurden am frühen Morgen des 17. Februar 1945 alle verfügbaren Geleitschiffe zwecks der Suche nach U-Booten vorausgesandt. Hierbei orteten die Lark und die Korvette Alnwick Castle in den Morgenstunden des 17. Februar 1945 in der Barentssee, etwa auf Position 69° 39′ N, 33° 50′ O, das deutsche U-Boot U 425 (unter dem Kommando von Kapitänleutnant Heinz Bentzien). Das U-Boot wurde durch einen Wasserbombenangriff zum Auftauchen gezwungen, sank aber kurze Zeit später. Lediglich ein einziges Besatzungsmitglied (von 54 Mann) konnte von den britischen Schiffen lebend aus dem eiskalten Meer geborgen werden.
Nur kurze Zeit nach dem Erfolg gegen U 425 wurde die Lark selbst Opfer eines U-Boot-Angriffes: Etwa gegen 10:15 Uhr feuerte das deutsche U-Boot  U 968 (Oberleutnant zur See Otto Westphalen) einen sogenannten lageunabhängigen Torpedo (LUT) auf ein Überwasserkriegsschiff ab, welches zunächst als sowjetischer Zerstörer angesprochen worden war. (Es ist allerdings unklar, um was für ein Schiff es sich hierbei gehandelt hat.) Nach etwas mehr als sechs Minuten Laufzeit traf dieser Torpedo die Lark ins Heck. Der Treffer verursachte eine Folgeexplosion der achtern gelagerten Wasserbomben, was dazu führte, dass das komplette Achterschiff abgerissen wurde. Drei Besatzungsangehörige wurden dabei getötet. Die Lark sank zwar glücklicherweise nicht, doch musste das manövrierunfähige Schiff von dem herangekommenen sowjetischen U-Boot-Jäger MO 434 in Schlepp genommen werden. Die Sloop wurde im Schleppzug nach der Kola-Bucht verbracht und dort im Mündungsgebiet des Rosta-Flusses auf Grund gesetzt. Das Wrack blieb dort bis Kriegsende liegen.

## Verbleib
Da die Lark als zu stark beschädigt eingestuft wurde, um auf dem Schleppweg wieder nach dem Vereinigten Königreich zurückgebracht werden zu können, wurde das Schiff zum konstruktiven Totalverlust (constructive total loss, CTL) erklärt, abgerüstet und am 13. Juni 1945 an die Sowjetunion übergeben. Die weitere Geschichte des Schiffes ist nicht gesichert, möglicherweise wurde die Sloop repariert und noch bis 1956 unter dem neuen Namen Neptun von der sowjetischen Marine genutzt (?). In Übersichten, die die Ausmusterung von an die Sowjetunion abgegebenen westalliierten Schiffen nach 1945 zum Inhalt haben, findet sich für den Zeitraum von 1946 bis 1960 jedoch kein Hinweis auf die Ausmusterung beziehungsweise Verschrottung einer ehemals westalliierten Sloop, weswegen die Annahme, dass es eine Reparatur und eine weitere Nutzung der Lark nach 1945 durch die Sowjetunion gegeben hat, als unsicher anzusehen ist. Möglicherweise wurde das Wrack bereits auch kurz nach Kriegsende vor Ort abgebrochen.